# مردی با ردا

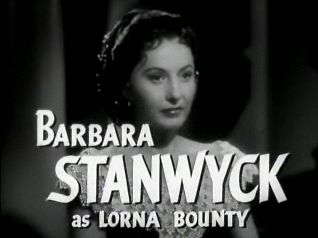
باربارا استانویک در تریلر فیلم

مردی با ردا (انگلیسی: The Man with a Cloak) فیلمی آمریکایی در سبک معمایی است که در سال ۱۹۵۱ منتشر شد.

## بازیگران
- جوزف کاتن
- باربارا استانویک
- لوئیس کالهرن
- لزلی کارون
- جیم بکوس
- مارگارت ویچرلی
- میچل لوئیس
- ریچارد هیل
- روی رابرتس